# L'Assasymphonie
«L'Assasymphonie» — композиція, виконана французьким виконавцем Флораном Мотом, була видана третім синглом в альбомі з піснями з мюзиклу «Mozart, l'opéra rock». 2012 року на пісню був знятий відеокліп.
У назва пісні використана гра слів: «assassin» — від французького «вбивця», і «symphonie» — «симфонія». У мюзиклі композицію виконує герой Сальєрі, де розповідає про свої складні емоції, які відчуває до композитора Моцарта та його музикального таланту. Його «суперник» викликає у Сальєрі і ненависть, і захват одночасно. Це шоста пісня в другому акті мюзикла.
«L'Assasymphonie» виграла нагороду NRJ Music Awards в категорії «Франкомовна пісня року», а Флоран Мот отримав таку саму нагороду в категорії «Франкомовне відкриття року».
Під час турне Україною та Росією, Флоран Мот виконував «L'Assasymphonie» російською.